# SS Independence

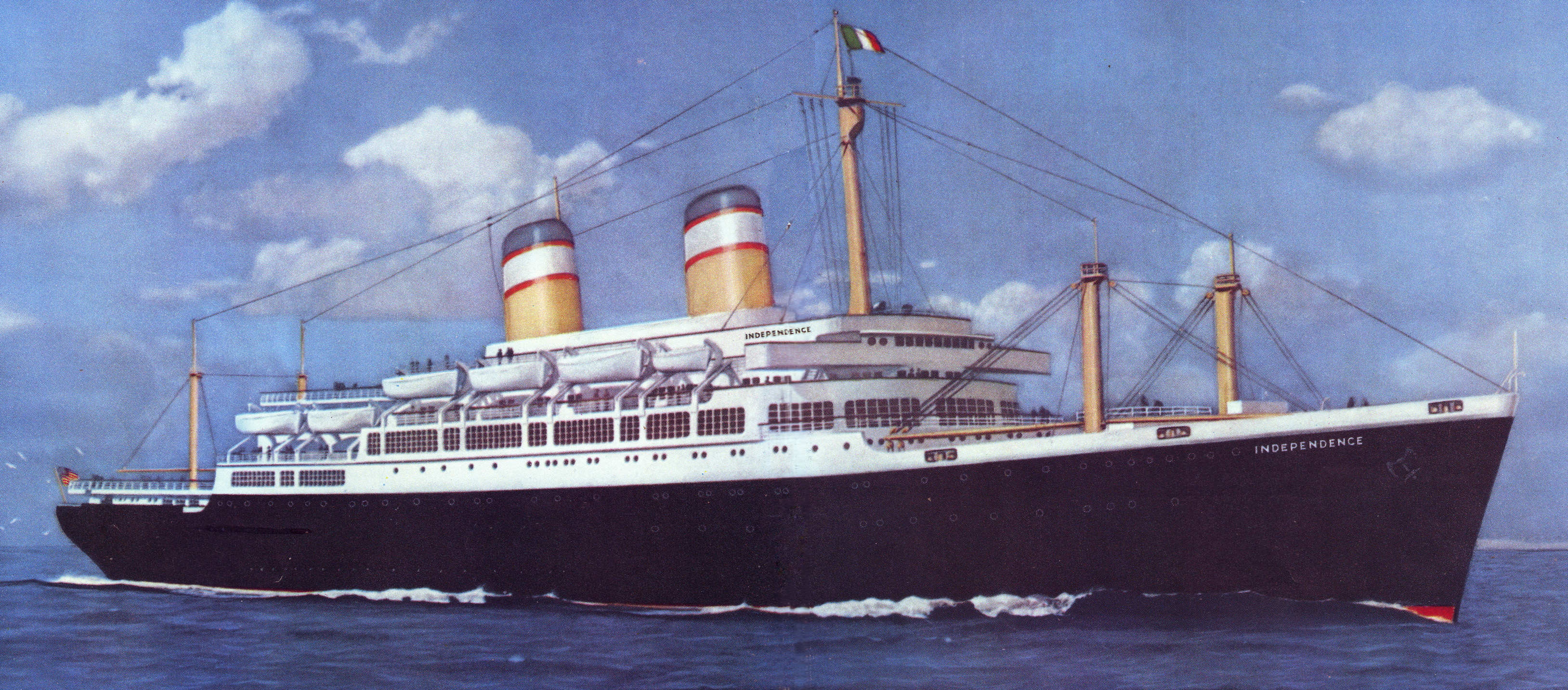
Ilustración del SS Independence en 1951.

El SS Independence fue un transatlántico estadounidense que entró en servicio en febrero de 1951, para la compañía naviera American Export Lines. Entre 1974 y 1982, el buque navegó bajo el nombre de Oceanic Independence para la naviera Atlantic Far East Lines y American Hawaii Cruises, antes de recuperar su nombre original. Independence fue entonces operado por la American Global Line entre 1982 y 1996, y de nuevo por American Hawaii Cruises, hasta que fue llevado a San Francisco en el año 2001.
En 2006, el barco fue rebautizado con el nombre Oceanic y, después de haber estado inactivo durante siete años partió de San Francisco a Singapur el 8 de febrero de 2008. El destino fue cambiado posteriormente a Dubái y en 2009, el deteriorado buque fue remolcado bajo el nombre de Platinum II para su desguace en Alang, India. Después de haber sido rechazado en dichos astilleros debido a los materiales peligrosos que contenía, el por entonces viejo buque, con 58 años de historia, fue abandonado a las afueras de Alang. La oxidación del casco del barco hizo partir en dos la popa tras las chimeneas, haciendo su reflotamiento imposible, por lo que fue desguazado en el lugar.
Independence tenía un barco hermano, SS Constitution, que se hundió mientras era remolcado en 1997, en ruta para ser desguazado.

## Historia

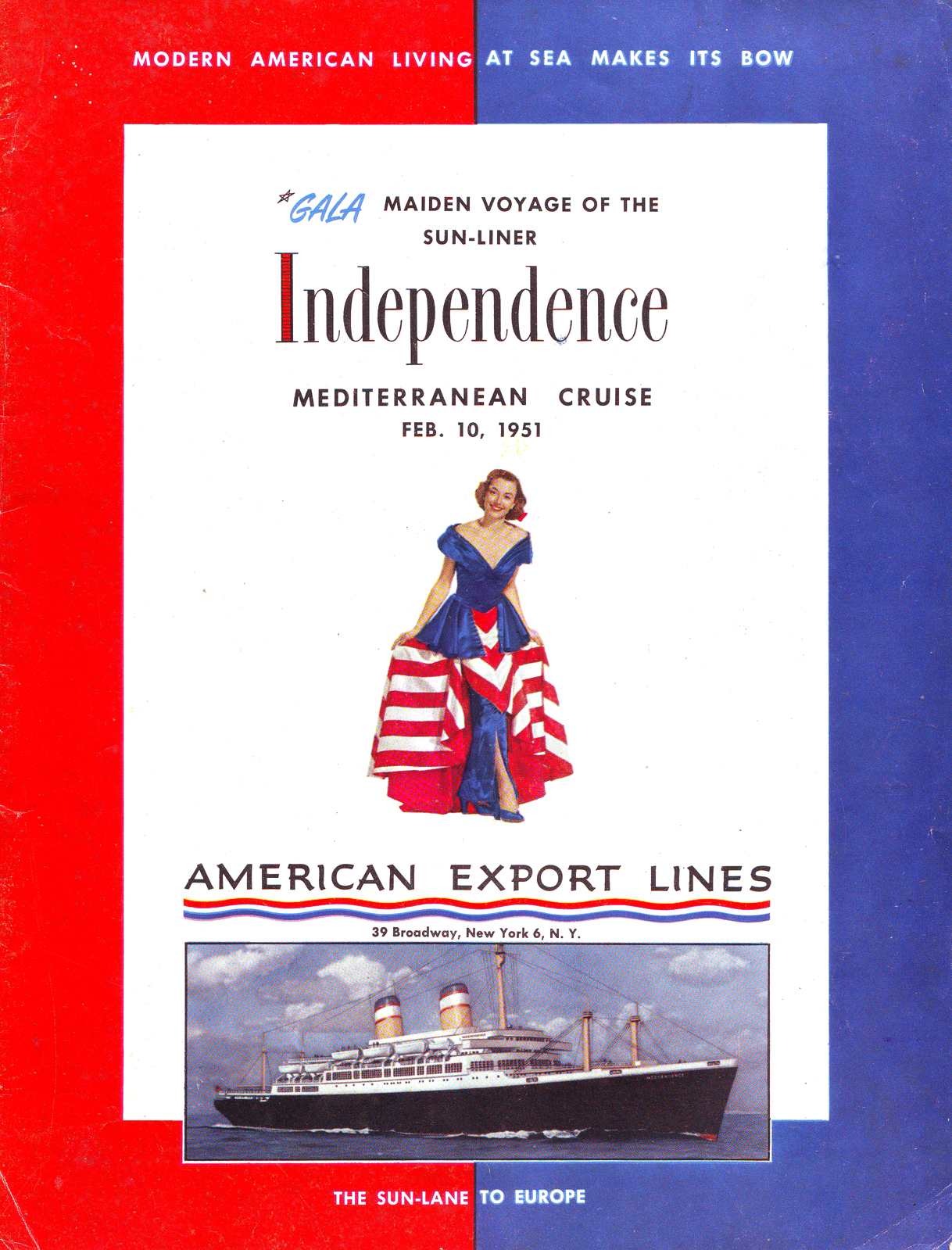
Folleto del crucero inaugural de 53 días por el Mediterráneo (1951).

### American Export Lines
Los barcos SS Independence (23.719 TGR), y  SS Constitution (23.754 TGR) fueron construidos por Bethlehem Steel Corporation en el muelle 1618 de su astillero Fore River en Quincy, Massachusetts para la naviera American Export Lines, para prestar servicio en la ruta del Mediterráneo. Botado el 3 de junio de 1950 y completado en enero de 1951, el primer capitán del nuevo buque fue el capitán Hugh Lee Switzer (1898-1991), anterior capitán del SS La Guardia, quien mantuvo dicho puesto de 1951 a 1964. Tanto Independence como Constitution lucían cascos negros y los colores de la naviera estadounidense en las chimeneas.

## Detalles técnicos

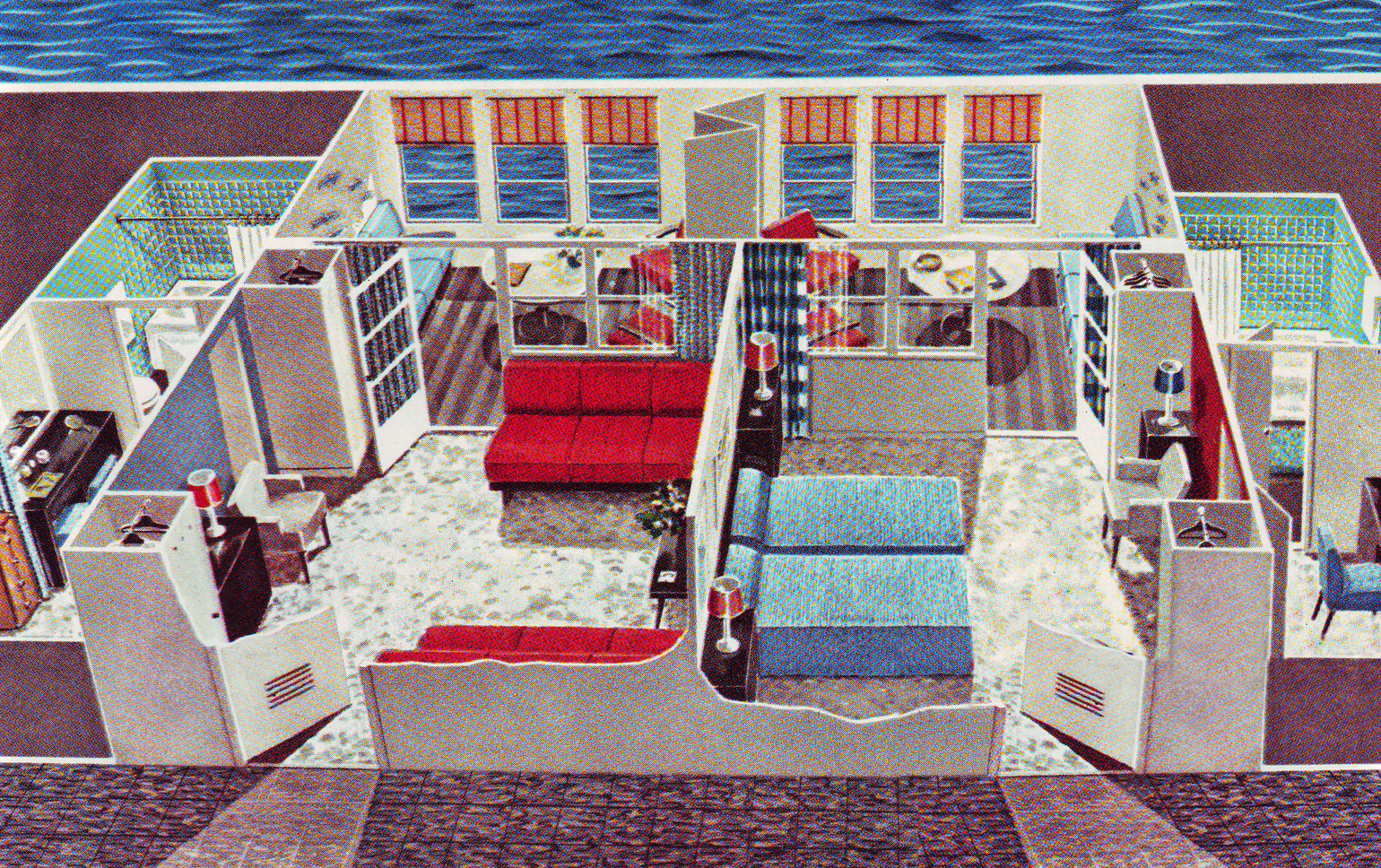
Una "Suite Penthouse" del Independence, 1951.

El Independence medía 683 pies (208,2 m) de longitud y tenía 23,719 toneladas de registro bruto según el sistema de medición estadounidense; bajo el reglamento europeo de medición, el peso de ambos buques habría sido alrededor de 29.500 TGR. Capaz de navegar a 26 nudos, el buque era capaz de acomodar a 1.000 pasajeros, y fue diseñado para dar cabida a 5.000 soldados en tiempo de guerra. De acuerdo a la revista Life, el buque albergaba "pasajeros en camarotes, apartamentos y suites diseñados por Henry Dreyfuss, mantendría el espíritu a bordo con marcas de tiendas de la Quinta Avenida, preciosas salas públicas y bares decorados con viejos diseños de tatuaje, colecciones de barcos en botellas y plata americana. Los últimos avances incluyen un salón mirador de 125 pies (38,1 m), vidrios polarizados en los ojos de buey para el control de la luz y el resplandor, y teléfonos de mesilla desde el cual el pasajero puede llamar a cualquier persona en un rango de 5.000 millas."